# Pasmo Koskowej Góry

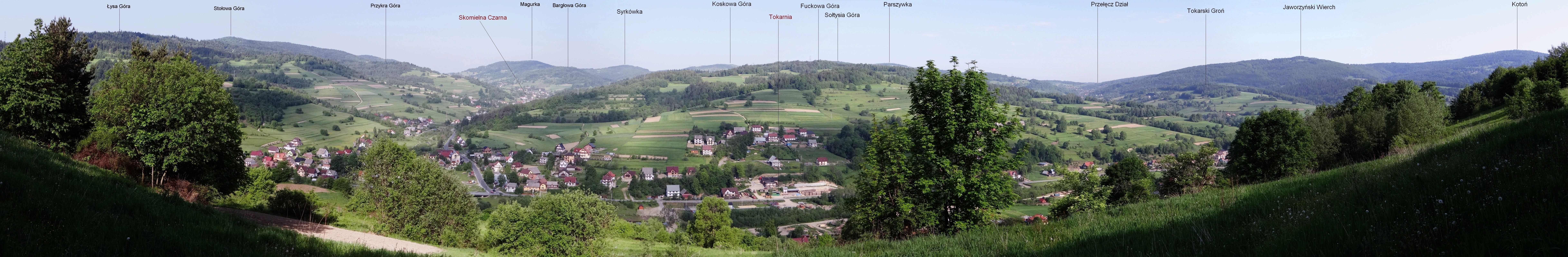
Fragment Pasma Koskowej Góry (część wschodnia)

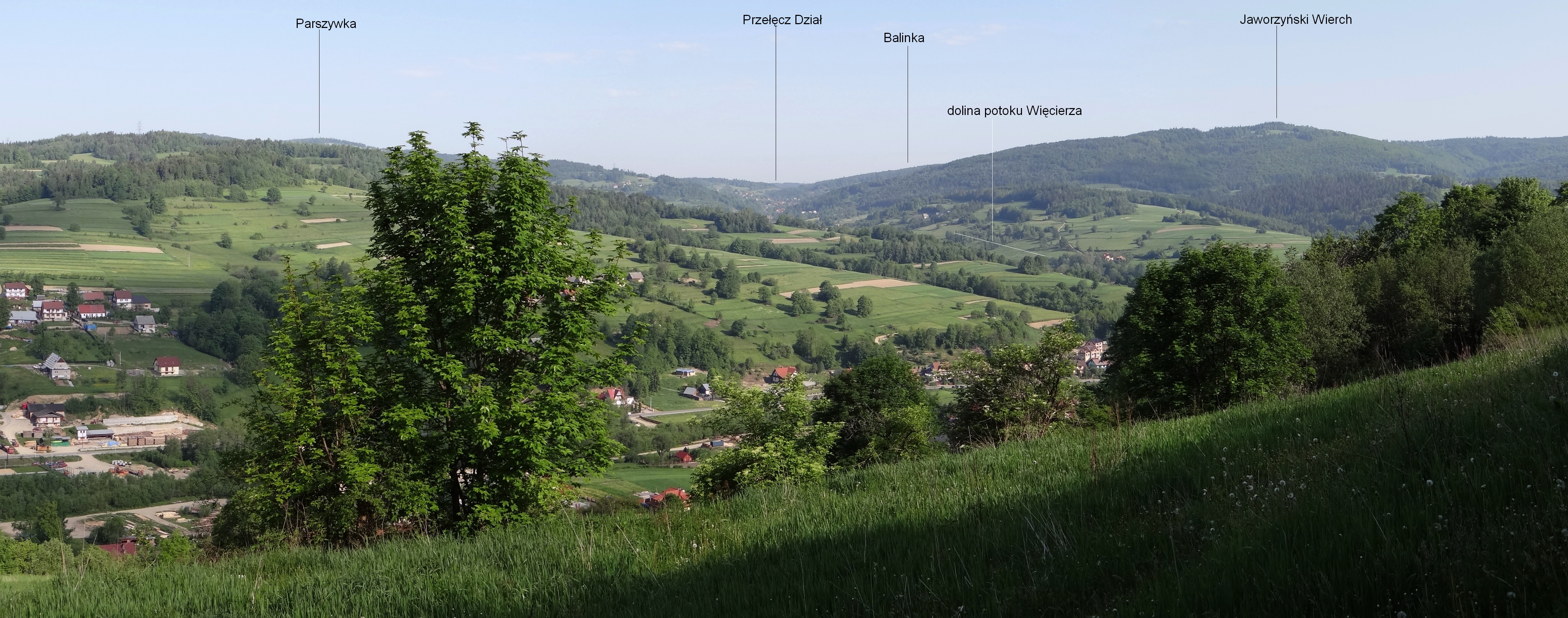
Rejon Przełęczy Dział

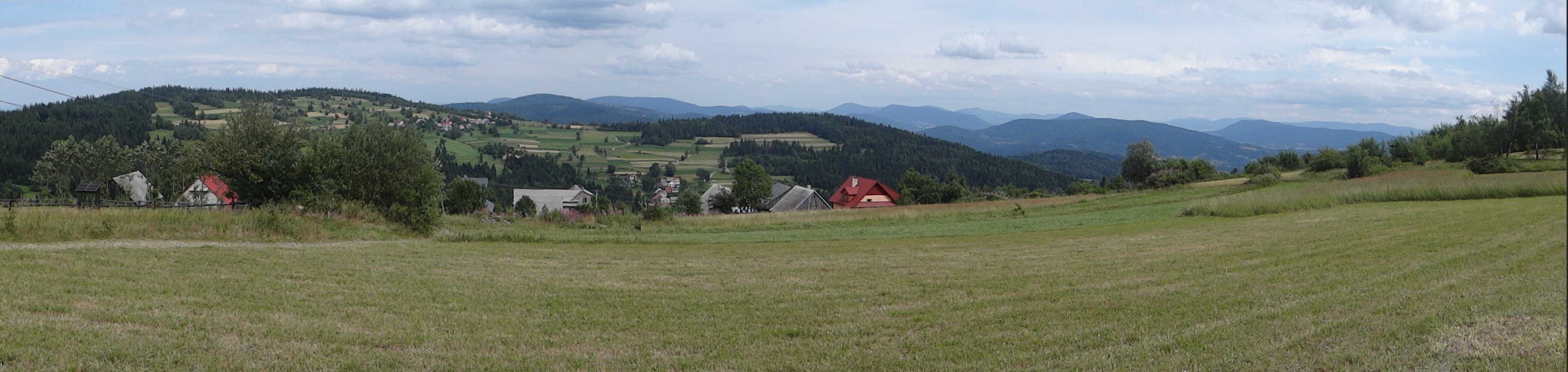
Grzbiet Koskowej Góry, Parszywka i Sołtysia Góra

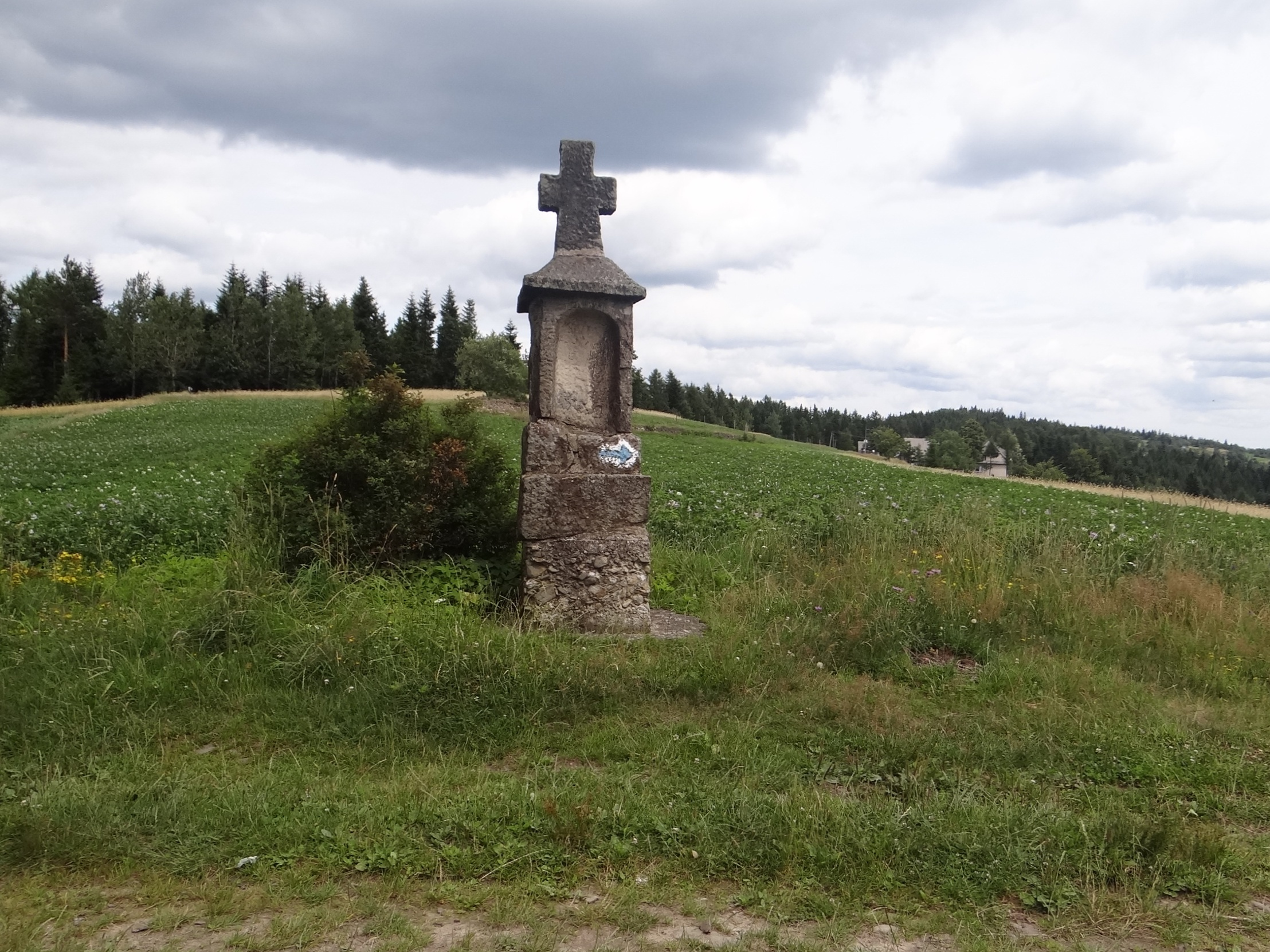
Krzyż pod Koskową Górą

Pasmo Koskowej Góry – jedno z pasm górskich w Beskidzie Makowskim. Najwyższym szczytem jest Koskowa Góra (866 m), od której pochodzi nazwa pasma.

## Topografia
Pasmo Koskowej Góry ciągnie się od doliny Skawy między Suchą Beskidzką i Zembrzycami na zachodzie po dolinę Raby między Pcimiem i Stróżą na wschodzie. Północno-zachodnie granice pasma tworzą doliny Paleczki, jej dopływu Jachówki oraz Trzebuńki. Z biegnącym po stronie północnej Pasmem Babicy Pasmo Koskowej Góry łączy Przełęcz Szklarska. Granice południową i południowo-wschodnią tworzą potoki Jastrzębnik, Łętówka (Skomielczanka) i Krzczonówka. W rozczłonkowanym Paśmie Koskowej Góry wyróżnia się trzy części:
- część wschodnia ciągnąca się od doliny Raby do doliny Bogdanówki. Obejmuje masywy Kotonia i Parszywki. Ma długość ok. 18 km i szerokość ok. 10 km.
- część zachodnia ciągnąca się od doliny Bogdanówki, Łętówki i Wieprzczanki (Wieprzca) po dolinę Skawy i Paleczki. Obejmuje pasmo od Koskowej Góry na wschodzie po Mioduszynę na zachodzie oraz gniazdo Adamówki
- część południowa od doliny Wieprzczanki i Łętówki po Skawę i potok Jastrzębnik. Obejmuje masywy Stołowej Gory i Przykca.

Pasmo Koskowej Góry okalają też główne drogi: Zakopianka, drogi Zembrzyce – Budzów – Jachówka – Stróża i droga Pcim – Jordanów.

## Opis pasma
Grzbiety zbudowane są z odpornych na wietrzenie piaskowców magurskich, pod którymi znajdują się bardziej miękkie łupki. Kompleksy łupkowe odsłaniają się także w niektórych miejscach, zwłaszcza w rejonach przełęczy. Grzbiety są w większości zalesione, ale pola uprawne i zabudowania miejscowości wysoko wspinają się na stokach, w niektórych miejscach dochodząc do wierzchołków grzbietów i na szczyty wzniesień (np. na Koskowej Gorze i grzbiecie Łazy pomiędzy Koskową Górą a Parszywką). Liczne potoki tworzą głębokie doliny.

## Szlaki turystyczne
Sucha Beskidzka – Mioduszyna – Maków Podhalański
 Maków Podhalański – Stańkowa – Koskowa Góra – Parszywka – Przełęcz Dział – Groń – Pcim
 łącznikowy pomiędzy niebieskim i żółtym (jw.)
 Maków Podhalański – Budzów
 Bieńkówka – Koskowa Góra – Przełęcz Jabconiówka – Groń – Zarębki – Jordanów
 Osielec – Groń – Skomielna Czarna – Tokarnia – Knapówka – Groń – Stróża
 Zębalowa – Tokarnia – Groń – Zawadka – dojście do szlaku żółtego pod Kotoniem
 Lubień – Zębalowa – Krzeczów